# Constantin Cantacuzino (caimacam)
Constantin Cantacuzino (n. 1793 – d. 7 decembrie 1877, București), membru al familiei boierești Cantacuzino, a fost caimacam al Țării Românești între septembrie 1848 și iunie 1849.
Din căsătoria cu Zoe Slătineanu s-a născut Ion C. Cantacuzino, care a ajuns ministru în multiple guverne ale Principatelor Unite și României, la sfârșitul anilor '50 și în anii '60 ai secolului al XIX-lea.